# Sepatnunggal (Sodonghilir)
Sepatnunggal is een bestuurslaag in het regentschap Tasikmalaya van de provincie West-Java, Indonesië. Sepatnunggal telt 4009 inwoners (volkstelling 2010).